# Hüseyin Saygun
Hüseyin Saygun (ur. 1920 w Stambule, zm. 31 marca 1993) – piłkarz turecki grający na pozycji napastnika. W swojej karierze rozegrał 13 meczów w reprezentacji Turcji i strzelił w nich 1 gola.

## Kariera klubowa
Karierę piłkarską Saygun rozpoczął w klubie Beşiktaş JK ze Stambułu. W 1935 roku zadebiutował w nim w rozgrywkach Istanbul Lig. Wraz z Beşiktaşem siedmiokrotnie wywalczył mistrzostwo tej ligi w latach 1939, 1940, 1941, 1942, 1943, 1945 i 1946. Zdobył z nim też Istanbul Futbol Kupası w latach 1944 i 1946 oraz Başbakanlık Kupası w 1944 roku.
W 1946 roku Saygun odszedł z Beşiktaşu do klubu Vefa SK. W Vefie występował przez dwa lata. W 1948 roku wrócił do Beşiktaşu, gdzie grał do końca swojej kariery, czyli do 1953 roku. W latach 1950–1952 trzykrotnie z rzędu wygrał z Beşiktaşem Ligę Stambułu.

## Kariera reprezentacyjna
W reprezentacji Turcji Saygun zadebiutował 23 kwietnia 1948 roku w wygranym 3:1 towarzyskim meczu z Grecją. W tym samym roku zagrał na Igrzyskach Olimpijskich w Londynie i w meczu z Chinami (4:0) strzelił gola. W swojej karierze grał też w MŚ 1950. Od 1948 do 1951 roku rozegrał w kadrze narodowej 13 meczów i strzelił w nich 1 bramkę.